# Герб Венесуели
Герб Венесуе́ли — державний символ Венесуели, прийнятий Конгресом 18 квітня 1836 року і з ходом часу зазнав деяких змін.

## Елементи герба
Згідно з прийнятим 17 лютого 1954 року Законом про державний прапор, герб і гімн, щит герба ділиться на поля, зафарбовані в кольори національного прапора. Сніп жита, розташований в червоному полі, символізує сільське господарство країни, родючість її ґрунтів, багатство народу і національну єдність Венесуели, а його 24 колосів відповідають кількості її штатів. У жовтому полі розташована зброя (меч, шабля і три списи) і два національних прапори, пов'язаних гілкою лавру, що нагадує про славні перемоги у визвольній боротьбі і про досягнення незалежності. В основі, в темно-синьому полі — білий кінь, що скаче по безкрайніх просторах (за однією версією, це дикий кінь, за іншою — особистий кінь Симона Болівара), уособлює свободу.
Над щитом — два схрещених роги достатку, вивергають багатство, представляють природні багатства Венесуели і її процвітання. Щит обрамляють оливкова і пальмова гілки, перев'язані стрічкою в кольорах національного прапора (жовтий — достаток нації, синій — океан, що відокремлює Венесуелу від Іспанії, червоний — кров і хоробрість народу). Золотими літерами на синій смузі нанесені такі слова:
19 квітня 1810 — Незалежність.
20 лютого 1859 — Федерація.
Республіка Венесуела.
У березні 2006 року Національна асамблея схвалила проєкт Уго Чавеса щодо зміни національних прапора і герба. На новому гербі кінь біжить з опущеною головою в інший бік; за словами президента, думка про реформу герба йому вселила його дочка Росінес, якій здавалося, що кінь озирається назад. Критики Чавеса пов'язують розворот геральдичного коня з «лівими» політичними поглядами президента . Зі строго геральдичної точки зору, раніше кінь рухався вліво, а після змін став бігти вправо.
Також до герба були додані мачете (символ селянського руху під час боротьби за незалежність) і лук зі стрілами, що позначає корінні народи Венесуели, учасники опору іспанським колонізаторам.

## Історія

Герб у 1954—2006 роках